# Tornei di tennis maschili nel 1931
Prima della nascita della cosiddetta "Era Open" del tennis, ossia l'apertura ai tennisti professionisti dei tornei che prima di quell'anno erano riservati ai tennisti dilettanti. Nel 1931 i tornei si distinguevano in pro e amatoriali: ai primi potevano partecipare solo i giocatori professionisti, mentre ai secondi potevano partecipare solo i tennisti dilettanti. Tutti i tornei più importanti erano amatoriali tra questi c'erano i tornei del Grande Slam: gli Australian Championships, gli Internazionali di Francia, il Torneo di Wimbledon e gli U.S. National Championships.

## Calendario

### Legenda
| Tornei amatoriali       |
| Tornei professionistici |

### Gennaio
| Settimana  | Torneo                                                                            | Vincitore                                                     | Finalista                              | Semifinalisti | Eliminati ai quarti |
| ---------- | --------------------------------------------------------------------------------- | ------------------------------------------------------------- | -------------------------------------- | ------------- | ------------------- |
| Gennaio    | Torneo di Roubaix 1931 Roubaix, Francia Singolare - Doppio                        | Christian Boussus 6-4 1-6 6-3 6-4                             | Paul Féret                             |               |                     |
| Gennaio    | Torneo di Roubaix 1931 Roubaix, Francia Singolare - Doppio                        |                                                               |                                        |               |                     |
| Gennaio    | Coupe de Noel 1931 Parigi, Francia Singolare - Doppio                             | René de Buzelet 6-1 6-3 6-3                                   | André Merlin                           |               |                     |
| Gennaio    | Coupe de Noel 1931 Parigi, Francia Singolare - Doppio                             | Georges Glasser Jean Borotra 6–3, 6–1, 6–4                    | Antoine Gentien Paul Féret             |               |                     |
| Gennaio    | Swiss Covered Court Championships 1931 Ginevra, Svizzera Singolare - Doppio       | Jacques Brugnon 1-6 6-2 5-7 6-2 7-5                           | Antoine Gentien                        |               |                     |
| Gennaio    | Swiss Covered Court Championships 1931 Ginevra, Svizzera Singolare - Doppio       |                                                               |                                        |               |                     |
| 1º gennaio | New Zealand Championships 1931 Christchurch, Nuova Zelanda Singolare - Doppio     | Alan Stedman 7-5 6-1 6-3                                      | H. Arthur Barnett                      |               |                     |
| 1º gennaio | New Zealand Championships 1931 Christchurch, Nuova Zelanda Singolare - Doppio     | Charles Angas Ivan Seay 6–3, 6–3, 6–3                         | France                                 |               |                     |
| 4 gennaio  | Beausite First Meeting 1931 Cannes, Francia Singolare - Doppio                    | George Lyttleton Rogers 8-6 6-1 3-6 7-5                       | Charles Aeschliman                     |               |                     |
| 4 gennaio  | Beausite First Meeting 1931 Cannes, Francia Singolare - Doppio                    | Charles Aeschlimann Erik Worm 6–3, 9–7, 6–2                   | George Lyttleton-Rogers Brame Hillyard |               |                     |
| 11 gennaio | Metropole Club Championships 1931 Cannes, Francia Terra rossa Singolare - Doppio  | George Lyttleton Rogers 8-10 7-5 4-6 6-4 6-2                  | Paul Féret                             |               |                     |
| 11 gennaio | Metropole Club Championships 1931 Cannes, Francia Terra rossa Singolare - Doppio  | Brame Hillyard Vladimir Landau 7–5, 6–4, 6–8, 2–6, 4–6        | George Lyttleton-Rogers Paul Féret     |               |                     |
| 12 gennaio | Italian Riviera Championships 1931 Sanremo, Italia Singolare - Doppio             | Jean Le Sueur 8-6 7-5 1-6 3-6 6-2                             | Benny Berthet                          |               |                     |
| 12 gennaio | Italian Riviera Championships 1931 Sanremo, Italia Singolare - Doppio             | Gino De Martino Jean Lesueur 6–0, 7–5, 6–0                    | Clemente Serventi Oscar de Minerbi     |               |                     |
| 17 gennaio | Bristol Cup 1931 Beaulieu-sur-Mer, Francia Singolare - Doppio                     | Karel Koželuh 6–3, 6–1, 5–7, 6–4                              | Albert Burke                           |               |                     |
| 17 gennaio | Bristol Cup 1931 Beaulieu-sur-Mer, Francia Singolare - Doppio                     | Martin Plaa Albert Burke 6–2, 3–6, 3–6, 7–5, 6–3              | Karel Koželuh Roman Najuch             |               |                     |
| 25 gennaio | Canadian Covered Court Championships 1931 Montréal, Canada Singolare - Doppio     | George Lott 6-2 5-7 7-5 1-6 6-3                               | John Van Ryn                           |               |                     |
| 25 gennaio | Canadian Covered Court Championships 1931 Montréal, Canada Singolare - Doppio     | George Lott John Van Ryn 18–16, 6–3, 6–1                      | Gilbert Hall Ch. W. Leslie             |               |                     |
| 25 gennaio | New Courts Club Championships 1931 Cannes, Francia Terra rossa Singolare - Doppio | George Lyttleton Rogers 6-0 6-4 6-4                           | Benny Berthet                          |               |                     |
| 25 gennaio | New Courts Club Championships 1931 Cannes, Francia Terra rossa Singolare - Doppio | George Lyttleton-Rogers Jack Hillyard 2–6, 6–2, 6–2, 3–6, 8–6 | Benny Berthet Ladislav Hecht           |               |                     |
| 31 gennaio | New South Wales Championships 1931 Sydney, Australia Erba Singolare - Doppio      | Jack Crawford 3-6, 6-3, 6-4, 6-4                              | Harry Hopman                           |               |                     |
| 31 gennaio | New South Wales Championships 1931 Sydney, Australia Erba Singolare - Doppio      | Jack Crawford Harry Hopman 6-2, 6-3, 3-6, 6-3                 | Jim Willard Dave Thompson              |               |                     |

### Febbraio
| Settimana   | Torneo                                                                         | Vincitore                                                     | Finalista                                   | Semifinalisti | Eliminati ai quarti |
| ----------- | ------------------------------------------------------------------------------ | ------------------------------------------------------------- | ------------------------------------------- | ------------- | ------------------- |
| 1º febbraio | Gallia Club Championships 1931 Cannes, Francia Singolare - Doppio              | Jacques Brugnon 6-8 6-0 6-4 4-6 6-0                           | George Lyttleton Rogers                     |               |                     |
| 1º febbraio | Gallia Club Championships 1931 Cannes, Francia Singolare - Doppio              | Jacques Brugnon Emmanuel Du Plaix 6–2, 6–2, 6–3               | Brame Hillyard Erik Worm                    |               |                     |
| 2 febbraio  | French Covered Court Championships 1931 Parigi, Francia Singolare - Doppio     | Jean Borotra 6-3 11-9 5-7 6-4                                 | Jean Le Sueur                               |               |                     |
| 2 febbraio  | French Covered Court Championships 1931 Parigi, Francia Singolare - Doppio     | Christian Boussus René de Buzelet 8–6, 6–3, 9–7               | Curt Östberg Edouard Thurneyssen            |               |                     |
| 2 febbraio  | German Covered Court Championships 1931 Brema, Germania Singolare - Doppio     | Pierre Henry Landry 6-3 2-6 6-3                               | Einer Ulrich                                |               |                     |
| 2 febbraio  | German Covered Court Championships 1931 Brema, Germania Singolare - Doppio     | Curt Östberg Einer Ulrich 6–4, 6–4, 6–3                       | Pierre Henri Landry Eugene Broquedis        |               |                     |
| 8 febbraio  | Carlton Club Championships 1931 Cannes, Francia Terra rossa Singolare - Doppio | George Lyttleton Rogers 6-3 6-3 6-2                           | Ladislav Hecht                              |               |                     |
| 8 febbraio  | Carlton Club Championships 1931 Cannes, Francia Terra rossa Singolare - Doppio | Henri Cochet Jacques Brugnon 4–6, 7–5, 6–3, 11–9              | George Lyttleton-Rogers Charles Aeschlimann |               |                     |
| 13 febbraio | Egyptian International Championships 1931 Il Cairo, Egitto Singolare - Doppio  | Orestis Garangiotis 6-2 3-6 7-5                               | Cecil Campbell                              |               |                     |
| 13 febbraio | Egyptian International Championships 1931 Il Cairo, Egitto Singolare - Doppio  |                                                               |                                             |               |                     |
| 15 febbraio | South of France Championships 1931 Nizza, Francia Singolare - Doppio           | George Lyttleton Rogers 4-6 0-6 6-4 6-4 6-0                   | Christian Boussus                           |               |                     |
| 15 febbraio | South of France Championships 1931 Nizza, Francia Singolare - Doppio           | Christian Boussus Emanuelle du Plaix 6–3, 1–6, 2–6, 11–9, 6–3 | Erik Worm Charles Aeschlimann               |               |                     |
| 15 febbraio | Casino Heights Invitational 1931 New York, USA Singolare - Doppio              | John Van Ryn 6-2 2-6 2-6 6-0 6-1                              | Francis Shields                             |               |                     |
| 15 febbraio | Casino Heights Invitational 1931 New York, USA Singolare - Doppio              |                                                               |                                             |               |                     |
| 19 febbraio | Monegasque Championships 1931 Monte Carlo, Monte Carlo Singolare - Doppio      | Enrique Maier 6-2 5-7 6-1 6-3                                 | Herman von Artens                           |               |                     |
| 19 febbraio | Monegasque Championships 1931 Monte Carlo, Monte Carlo Singolare - Doppio      | Christian Boussus Jean Lesueur 6–3, 3–6, 4–6, 6–2, 6–4        | Alberto Del Bono Placido Gaslini            |               |                     |
| 22 febbraio | South Florida Championships 1931 Punta Gorda, USA Singolare - Doppio           | Gilbert Hall                                                  | Gustavo Vollmer-Ravelo                      |               |                     |
| 22 febbraio | South Florida Championships 1931 Punta Gorda, USA Singolare - Doppio           |                                                               |                                             |               |                     |
| 22 febbraio | Beaulieu First Meeting 1931 Beaulieu-sur-Mer, Francia Singolare - Doppio       | George Lyttleton Rogers 6-1 10-8 3-6 5-7 6-3                  | Emmanuel du Plaix                           |               |                     |
| 22 febbraio | Beaulieu First Meeting 1931 Beaulieu-sur-Mer, Francia Singolare - Doppio       | Franjo Šefer Franjo Kukuljevic 6–1, 1–6, 7–5, 3–6, 6–l        | George Lyttleton-Rogers John Sheldon Olliff |               |                     |
| 28 febbraio | Bermuda International Championships 1931 Hamilton, Bermuda Singolare - Doppio  | John Doeg 6-4 2-6 6-1 0-6 6-3                                 | Richard Berkeley Bell                       |               |                     |
| 28 febbraio | Bermuda International Championships 1931 Hamilton, Bermuda Singolare - Doppio  | Clifford Sutter Berkeley Bell 6–3, 2–6, 4–6, 6–2, 6–3         | John Doeg Herbert Bowman                    |               |                     |

### Marzo
| Settimana | Torneo                                                                            | Vincitore                                                   | Finalista                           | Semifinalisti | Eliminati ai quarti |
| --------- | --------------------------------------------------------------------------------- | ----------------------------------------------------------- | ----------------------------------- | ------------- | ------------------- |
| Marzo     | Geneva Spring Meeting 1931 Ginevra, Svizzera Singolare - Doppio                   | Antoine Gentien 7-5 11-9 4-6 6-1                            | André Martin Legeay                 |               |                     |
| Marzo     | Geneva Spring Meeting 1931 Ginevra, Svizzera Singolare - Doppio                   |                                                             |                                     |               |                     |
| Marzo     | New South Wales Hard Court Championships 1931 Dubbo, Australia Singolare - Doppio | Harry Hopman                                                | non conosciuta (bandiera)           |               |                     |
| Marzo     | New South Wales Hard Court Championships 1931 Dubbo, Australia Singolare - Doppio |                                                             |                                     |               |                     |
| 1º marzo  | Monte Carlo Cup 1931 Monte Carlo, Monte Carlo Singolare - Doppio                  | Henri Cochet 7-5 6-2 6-4                                    | George Lyttleton Rogers             |               |                     |
| 1º marzo  | Monte Carlo Cup 1931 Monte Carlo, Monte Carlo Singolare - Doppio                  | Béla von Kehrling Hermann Artens 6–4, 7–5, 6–2              | Erik Worm Brame Hillyard            |               |                     |
| 3 marzo   | Pan American Tournament 1931 Miami Beach, USA Singolare - Doppio                  | George Lott 6-2 1-6 6-2 6-4                                 | John Van Ryn                        |               |                     |
| 3 marzo   | Pan American Tournament 1931 Miami Beach, USA Singolare - Doppio                  | George Lott John Van Ryn 6–2, 4–6, 6–2, 6–1                 | Gilbert Hall Marcel Rainville       |               |                     |
| 7 marzo   | Florida State Championships 1931 Palm Beach, USA Singolare - Doppio               | Gilbert Hall 6-2 6-3 2-6 6-1                                | Neer                                |               |                     |
| 7 marzo   | Florida State Championships 1931 Palm Beach, USA Singolare - Doppio               |                                                             |                                     |               |                     |
| 7 marzo   | Queen's Covered Court Championships 1931 Londra, Gran Bretagna Singolare - Doppio | Iwao Aoki 6-3 7-5 6-4                                       | Ryuki Miki                          |               |                     |
| 7 marzo   | Queen's Covered Court Championships 1931 Londra, Gran Bretagna Singolare - Doppio |                                                             |                                     |               |                     |
| 8 marzo   | Riviera Championships 1931 Mentone, Francia Terra rossa Singolare - Doppio        | Bela von Kehrling 6-2 6-3 6-1                               | George Lyttleton-Rogers             |               |                     |
| 8 marzo   | Riviera Championships 1931 Mentone, Francia Terra rossa Singolare - Doppio        | Béla von Kehrling George Lyttleton-Rogers 6–2, 6–2, 9–7     | Franjo Šefer Franjo Kukuljevic      |               |                     |
| 8 marzo   | Australian Championships 1931 Sydney, Australia Erba Singolare - Doppio           | Jack Crawford 6-4 6-2 2-6 6-1                               | Harry Hopman                        |               |                     |
| 8 marzo   | Australian Championships 1931 Sydney, Australia Erba Singolare - Doppio           | Charles Donohoe Ray Dunlop 8-6, 6-2, 5-7, 7-9, 6-4          | Jack Crawford Harry Hopman          |               |                     |
| 12 marzo  | Torneo di Bordighera 1931 Bordighera, Italia Singolare - Doppio                   | George Lyttleton Rogers 1-6 6-4 8-6 6-4                     | Bela von Kehrling                   |               |                     |
| 12 marzo  | Torneo di Bordighera 1931 Bordighera, Italia Singolare - Doppio                   | George Lyttleton-Rogers Alberto Del Bono 6–3, 6–4, 2–6, 6–2 | Béla von Kehrling Vladimir Landau   |               |                     |
| 14 marzo  | Florida East Coast Championships 1931 Ormond Beach, USA Singolare - Doppio        | Gilbert Hall 6-3 6-4 9-11 6-4                               | Marcel Rainville                    |               |                     |
| 14 marzo  | Florida East Coast Championships 1931 Ormond Beach, USA Singolare - Doppio        |                                                             |                                     |               |                     |
| 14 marzo  | Southern Pro Championships 1931 Palm Beach, USA Singolare - Doppio                | Paul Heston 6-1 6-2 6-3                                     | James Kenney                        |               |                     |
| 14 marzo  | Southern Pro Championships 1931 Palm Beach, USA Singolare - Doppio                | Paul Heston George Aguther 6-2 6-3 6-4                      | Jack Rogers Dan Kenney              |               |                     |
| 15 marzo  | Nice Lawn Tennis Club Championships 1931 Nizza, Francia Singolare - Doppio        | Leonce Aslangul 0-6 2-6 6-3 6-3 6-2                         | Charles Aeschliman                  |               |                     |
| 15 marzo  | Nice Lawn Tennis Club Championships 1931 Nizza, Francia Singolare - Doppio        | Charles Aeschlimann Brame Hillyard 6–2, 6–1, 6–0            | Franjo Šefer Franjo Kukuljevic      |               |                     |
| 21 marzo  | Southeastern Championships 1931 St. Augustine, USA Singolare - Doppio             | Neer 6-2 6-1 7-5                                            | Marcel Rainville                    |               |                     |
| 21 marzo  | Southeastern Championships 1931 St. Augustine, USA Singolare - Doppio             |                                                             |                                     |               |                     |
| 21 marzo  | US Indoors 1931 New York, USA Singolare - Doppio                                  | Jean Borotra 6-1 3-6 6-4 3-6 6-4                            | Richard Berkeley Bell               |               |                     |
| 21 marzo  | US Indoors 1931 New York, USA Singolare - Doppio                                  | Jean Borotra Christian Boussus 7–5, 6–4, 5–7, 6–4           | Pierre Henri Landry Clifford Sutter |               |                     |
| 22 marzo  | South Australian Championships 1931 Adelaide, Australia Singolare - Doppio        | Harry Hopman 6-2, 6-3, 6-3                                  | Adrian Quist                        |               |                     |
| 22 marzo  | South Australian Championships 1931 Adelaide, Australia Singolare - Doppio        | Harry Hopman Gerald Patterson 6–2, 9–11, 9–11, 8–6, 7–5     | Richard Schlesinger Garton Hone     |               |                     |
| 22 marzo  | Côte d'Azur Championships 1931 Cannes, Francia Singolare - Doppio                 | George Lyttleton Rogers 1-6 6-2 4-6 6-1 9-7                 | Charles Aeschliman                  |               |                     |
| 22 marzo  | Côte d'Azur Championships 1931 Cannes, Francia Singolare - Doppio                 | George Lyttleton-Rogers Brame Hillyard 10–8, 6–4, 9–7       | Charles Aeschlimann Hector Chiesa   |               |                     |
| 29 marzo  | Cannes Championships 1931 Cannes, Francia Singolare - Doppio                      | Hyotare Satoh 3-6 6-4 6-1 8-6                               | George Lyttleton Rogers             |               |                     |
| 29 marzo  | Cannes Championships 1931 Cannes, Francia Singolare - Doppio                      | Jirō Satō Hyotare Sato 6–1, 6–4, 6–4                        | Roderich Menzel Ludwig Haensch      |               |                     |

### Aprile
| Settimana | Torneo                                                                                          | Vincitore                                                    | Finalista                         | Semifinalisti | Eliminati ai quarti |
| --------- | ----------------------------------------------------------------------------------------------- | ------------------------------------------------------------ | --------------------------------- | ------------- | ------------------- |
| aprile    | Danish Covered Court Championships 1931 Copenaghen, Danimarca Singolare - Doppio                | Henri Cochet 2-6 6-0 6-4 8-6                                 | Einer Ulrich                      |               |                     |
| aprile    | Danish Covered Court Championships 1931 Copenaghen, Danimarca Singolare - Doppio                | Fritz Gleerup Povl Henriksen 3–6, 2–6, 6–2, 6–3, 8–6         | Einer Ulrich Paul Winther         |               |                     |
| 3 aprile  | Tally Ho! Hard Court Championships 1931 Birmingham, Gran Bretagna Singolare - Doppio            | Ryuki Miki 6-3 6-3                                           | J.H. Frowen                       |               |                     |
| 3 aprile  | Tally Ho! Hard Court Championships 1931 Birmingham, Gran Bretagna Singolare - Doppio            |                                                              |                                   |               |                     |
| 4 aprile  | Paddington Hard Court Championships 1931 Paddington, Gran Bretagna Singolare - Doppio           | Fred Perry 6-3 6-0                                           | Ryuki Miki                        |               |                     |
| 4 aprile  | Paddington Hard Court Championships 1931 Paddington, Gran Bretagna Singolare - Doppio           |                                                              |                                   |               |                     |
| 4 aprile  | Mid-Pacific Championships 1931 Honolulu, USA Singolare - Doppio                                 | Wilmer Allison 6-4 6-2 6-2                                   | Gilbert Hall                      |               |                     |
| 4 aprile  | Mid-Pacific Championships 1931 Honolulu, USA Singolare - Doppio                                 | Wilmer Allison Gilbert Hall 6–2, 0–6, 6–2, 6–4               | Takeo Kuwabara Osamu Akimoto      |               |                     |
| 5 aprile  | Saint-Raphaël Championships 1931 Saint-Raphaël, Francia Singolare - Doppio                      | Hyotare Satoh 6-3 8-6 6-4                                    | Louis Haensch                     |               |                     |
| 5 aprile  | Saint-Raphaël Championships 1931 Saint-Raphaël, Francia Singolare - Doppio                      | Jirō Satō Hyotare Sato 6–2, 2–6, 6–4, 6–4                    | Roderich Menzel Ludwig Haensch    |               |                     |
| 6 aprile  | South African Championships 1931 Johannesburg, Sudafrica Singolare - Doppio                     | Louis Raymond 6-3 4-6 6-4 6-2                                | Robert Henry Maxwell Bertram      |               |                     |
| 6 aprile  | South African Championships 1931 Johannesburg, Sudafrica Singolare - Doppio                     | Vernon Kirby Norman Farquharson                              |                                   |               |                     |
| 7 aprile  | Western Australian Championships 1931 Perth, Australia Singolare - Doppio                       | Harry Hopman 6-4 6-4 5-7 6-2                                 | Richard Schlesinger               |               |                     |
| 7 aprile  | Western Australian Championships 1931 Perth, Australia Singolare - Doppio                       |                                                              |                                   |               |                     |
| 8 aprile  | Queen's Club Hard Court Championships 1931 Londra, Gran Bretagna Singolare - Doppio             | Bunny Henry Austin 3-6 4-6 8-6 6-1 7-5                       | Fred Perry                        |               |                     |
| 8 aprile  | Queen's Club Hard Court Championships 1931 Londra, Gran Bretagna Singolare - Doppio             |                                                              |                                   |               |                     |
| 13 aprile | River Oaks International Tennis Tournament 1931 Houston, USA Singolare - Doppio                 | Ellsworth Vines 6-3 6-4 10-8                                 | Bruce Barnes                      |               |                     |
| 13 aprile | River Oaks International Tennis Tournament 1931 Houston, USA Singolare - Doppio                 | George Lott Wilbur Coen 7–5, 6–1, 6–1                        | Bruce Barnes Earl Taylor          |               |                     |
| 13 aprile | Roehampton Hard Court Championships 1931 Roehampton, Gran Bretagna Singolare - Doppio           | Pat Hughes 6-4 7-5                                           | Raymond Tuckey                    |               |                     |
| 13 aprile | Roehampton Hard Court Championships 1931 Roehampton, Gran Bretagna Singolare - Doppio           |                                                              |                                   |               |                     |
| 13 aprile | Melbury Hard Court Championships 1931 Melbury, Gran Bretagna Singolare - Doppio                 | Iwao Aoki 3-6 6-1 6-3                                        | John Olliff                       |               |                     |
| 13 aprile | Melbury Hard Court Championships 1931 Melbury, Gran Bretagna Singolare - Doppio                 | Iwao Aoki Tatsuyoshi Miki 6–2, 9–7                           | Bunny Austin John Olliff          |               |                     |
| 18 aprile | North & South Championships 1931 Pinehurst, USA Singolare - Doppio                              | John Van Ryn 7-5 6-3 6-1                                     | Cliff Sutter                      |               |                     |
| 18 aprile | North & South Championships 1931 Pinehurst, USA Singolare - Doppio                              | John Van Ryn Frank Shields 6–3, 9–7, 7–5                     | Marcel Rainville Jack Wright      |               |                     |
| 18 aprile | Beausoleil Championships 1931 Monte Carlo, Monte Carlo Singolare - Doppio                       | Jiro Satoh 6-4 6-2 6-2                                       | Alain Bernard                     |               |                     |
| 18 aprile | Beausoleil Championships 1931 Monte Carlo, Monte Carlo Singolare - Doppio                       | Antoine Gentien Jean Lesueur 6–4, 6–4, 6–4                   | Jirō Satō Hyotare Sato            |               |                     |
| 20 aprile | South Croydon Hard Court Championships 1931 South Croydon, Gran Bretagna Singolare - Doppio     | Harry G. Lee 6-4 6-1                                         | Ryuki Miki                        |               |                     |
| 20 aprile | South Croydon Hard Court Championships 1931 South Croydon, Gran Bretagna Singolare - Doppio     |                                                              |                                   |               |                     |
| 20 aprile | Greek Championships 1931 Atene, Grecia Singolare - Doppio                                       | Gottfried von Cramm 3-6 2-6 6-0 6-2 6-3                      | Benny Berthet                     |               |                     |
| 20 aprile | Greek Championships 1931 Atene, Grecia Singolare - Doppio                                       | Gottfried von Cramm Heinrich Kleinschroth 7–9, 6–3, 6–2, 6–4 | Jacques Grandguillot Ahmed Shukry |               |                     |
| 25 aprile | Mason & Dixon Trophy 1931 White Sulphur Springs, USA Singolare - Doppio                         | Clifford Samuel Sutter 7-5 2-6 6-1 3-6 6-4                   | George Lott                       |               |                     |
| 25 aprile | Mason & Dixon Trophy 1931 White Sulphur Springs, USA Singolare - Doppio                         |                                                              |                                   |               |                     |
| 26 aprile | Beaulieu Second Meeting 1931 Beaulieu-sur-Mer, Francia Singolare - Doppio                       | Jean Le Sueur 6-4 7-5 6-3                                    | Law                               |               |                     |
| 26 aprile | Beaulieu Second Meeting 1931 Beaulieu-sur-Mer, Francia Singolare - Doppio                       |                                                              |                                   |               |                     |
| 27 aprile | British Hard Court Championships 1931 Bournemouth, Gran Bretagna Terra rossa Singolare - Doppio | Christian Boussus 8-6 6-4 4-6 6-2                            | Pat Hughes                        |               |                     |
| 27 aprile | British Hard Court Championships 1931 Bournemouth, Gran Bretagna Terra rossa Singolare - Doppio | Bunny Austin Charles Kingsley 10–8, 9–7, 6–1                 | Fred Perry John Olliff            |               |                     |

### Maggio
| Settimana | Torneo                                                                                 | Vincitore                                               | Finalista                                   | Semifinalisti | Eliminati ai quarti |
| --------- | -------------------------------------------------------------------------------------- | ------------------------------------------------------- | ------------------------------------------- | ------------- | ------------------- |
| maggio    | Spanish Championships 1931 Barcellona, Spagna Singolare - Doppio                       | Enrique Maier 6-4 5-7 7-9 6-2 6-1                       | Manuel Alonso                               |               |                     |
| maggio    | Spanish Championships 1931 Barcellona, Spagna Singolare - Doppio                       | Eduardo Flaquer Alberto Durall                          | José-Maria Tejada Alfredo Riera             |               |                     |
| 9 maggio  | Westchester Country Club Championships 1931 Briarcliff Manor, USA Singolare - Doppio   | Melvin Partridge 7-9 6-0 6-1 6-2                        | Edward G. Tarangioli                        |               |                     |
| 9 maggio  | Westchester Country Club Championships 1931 Briarcliff Manor, USA Singolare - Doppio   |                                                         |                                             |               |                     |
| 10 maggio | Austrian International Championships 1931 Vienna, Austria Singolare - Doppio           | Henri Cochet 4-6 6-1 6-1 6-4                            | Roderick Menzel                             |               |                     |
| 10 maggio | Austrian International Championships 1931 Vienna, Austria Singolare - Doppio           | Enrique Maier Manuel Alonso Areizaga 6–4, 5–7, 6–4, 6–4 | Henri Cochet André Merlin                   |               |                     |
| 11 maggio | West Kensington Hard Court Championships 1931 Londra, Gran Bretagna Singolare - Doppio | Harry G. Lee 6-4 4-6 7-5                                | Iwao Aoki                                   |               |                     |
| 11 maggio | West Kensington Hard Court Championships 1931 Londra, Gran Bretagna Singolare - Doppio |                                                         |                                             |               |                     |
| 12 maggio | Internazionali d'Italia 1931 Milano, Italia Singolare - Doppio                         | Pat Hughes 6-4 6-3 6-2                                  | Henri Cochet                                |               |                     |
| 12 maggio | Internazionali d'Italia 1931 Milano, Italia Singolare - Doppio                         | Alberto Del Bono Pat Hughes 3-6, 8-6, 4-6, 6-4, 6-3     | Henri Cochet André Merlin                   |               |                     |
| 16 maggio | Old Dominion Tournament 1931 Richmond, USA Singolare - Doppio                          | Julius Seligson                                         | Herbert Bowman                              |               |                     |
| 16 maggio | Old Dominion Tournament 1931 Richmond, USA Singolare - Doppio                          |                                                         |                                             |               |                     |
| 18 maggio | North Side Championships 1931 University Heights, USA Singolare - Doppio               | Jerry Lang 4-6 6-3 7-9 6-2 6-4                          | Richard Berkeley Bell                       |               |                     |
| 18 maggio | North Side Championships 1931 University Heights, USA Singolare - Doppio               |                                                         |                                             |               |                     |
| 22 maggio | The Priory 1931 Birmingham, Gran Bretagna Singolare - Doppio                           | Harry G. Lee 3-6 6-3 6-3                                | Keats Lester                                |               |                     |
| 22 maggio | The Priory 1931 Birmingham, Gran Bretagna Singolare - Doppio                           |                                                         |                                             |               |                     |
| 23 maggio | Surrey Championships 1931 Surbiton, Gran Bretagna Singolare - Doppio                   | Iwao Aoki Harry G. Lee titolo condiviso                 |                                             |               |                     |
| 23 maggio | Surrey Championships 1931 Surbiton, Gran Bretagna Singolare - Doppio                   |                                                         |                                             |               |                     |
| 25 maggio | Amackassin Club Championships 1931 New York, USA Singolare - Doppio                    | Melvin Partridge 5-7 6-2 6-1 6-4                        | Eugene McCauliff                            |               |                     |
| 25 maggio | Amackassin Club Championships 1931 New York, USA Singolare - Doppio                    |                                                         |                                             |               |                     |
| 25 maggio | Bronx County Championships 1931 New York, USA Singolare - Doppio                       | Julius Seligson 6-2 7-5 6-2                             | Sadakazu Onda                               |               |                     |
| 25 maggio | Bronx County Championships 1931 New York, USA Singolare - Doppio                       |                                                         |                                             |               |                     |
| 25 maggio | Northern Championships Manchester 1931 Manchester, Gran Bretagna Singolare - Doppio    | John Olliff 6-3 3-6 7-9 6-3 ritiro                      | Nigel Sharpe                                |               |                     |
| 25 maggio | Northern Championships Manchester 1931 Manchester, Gran Bretagna Singolare - Doppio    | John Olliff Nigel Sharpe 12–10, 6–4, 6–3                | Hira-Lal Soni Hyatt                         |               |                     |
| 25 maggio | Middlesex Championships 1931 Chiswick Park, Gran Bretagna Singolare - Doppio           | Ted Avory 6-4 6-3                                       | William Powell                              |               |                     |
| 25 maggio | Middlesex Championships 1931 Chiswick Park, Gran Bretagna Singolare - Doppio           |                                                         |                                             |               |                     |
| 28 maggio | Longwood Bowl Round Robin 1931 Boston, USA Erba Singolare - Doppio                     | Bill Tilden Round Robin                                 | Vincent Richards Karel Koželuh Frank Hunter |               |                     |
| 28 maggio | Longwood Bowl Round Robin 1931 Boston, USA Erba Singolare - Doppio                     |                                                         |                                             |               |                     |
| 31 maggio | Internazionali di Francia 1931 Parigi, Francia Terra rossa Singolare - Doppio          | Jean Borotra 2-6 6-4 7-5 6-4                            | Christian Boussus                           |               |                     |
| 31 maggio | Internazionali di Francia 1931 Parigi, Francia Terra rossa Singolare - Doppio          | George Lott John Van Ryn 6-4, 6-3, 6-4                  | Vernon Kirby Norman Farquharson             |               |                     |

### Giugno
| Settimana | Torneo                                                                            | Vincitore                                                    | Finalista                    | Semifinalisti | Eliminati ai quarti |
| --------- | --------------------------------------------------------------------------------- | ------------------------------------------------------------ | ---------------------------- | ------------- | ------------------- |
| giugno    | Torneo di Saint George's Hill 1931 Weybridge, Gran Bretagna Singolare - Doppio    | Ryuki Miki 6-3 6-3                                           | Harry G. Lee                 |               |                     |
| giugno    | Torneo di Saint George's Hill 1931 Weybridge, Gran Bretagna Singolare - Doppio    |                                                              |                              |               |                     |
| 1º giugno | Orange Club Championships 1931 South Orange, USA Singolare - Doppio               | Richard Berkeley Bell                                        | John Olliff                  |               |                     |
| 1º giugno | Orange Club Championships 1931 South Orange, USA Singolare - Doppio               |                                                              |                              |               |                     |
| 1º giugno | Northern Championships Liverpool 1931 Liverpool, Gran Bretagna Singolare - Doppio | Nigel Sharpe John Doeg titolo condiviso                      |                              |               |                     |
| 1º giugno | Northern Championships Liverpool 1931 Liverpool, Gran Bretagna Singolare - Doppio |                                                              |                              |               |                     |
| 2 giugno  | Berlin Championships 1931 Berlino, Germania Singolare - Doppio                    | Roderick Menzel 6-4 6-2 6-1                                  | Daniel Prenn                 |               |                     |
| 2 giugno  | Berlin Championships 1931 Berlino, Germania Singolare - Doppio                    | Roderich Menzel Daniel Prenn 6–1, 6–1, 7–5                   | Werner Menzel Ludwig Haensch |               |                     |
| 6 giugno  | New England Championships 1931 Hartford, USA Singolare - Doppio                   | Eddie Jacobs                                                 | Samuel Gilpin                |               |                     |
| 6 giugno  | New England Championships 1931 Hartford, USA Singolare - Doppio                   |                                                              |                              |               |                     |
| 6 giugno  | Midland Counties Championships 1931 Edgbaston, Gran Bretagna Singolare - Doppio   | Jiro Satoh 7-5 6-4                                           | Herman David                 |               |                     |
| 6 giugno  | Midland Counties Championships 1931 Edgbaston, Gran Bretagna Singolare - Doppio   | Keats Lester John Olliff 6–4, 6–2, 8–10, 2–6, 6–3            | Hyotare Sato Tatsuyoshi Miki |               |                     |
| 8 giugno  | Brooklyn Championships 1931 New York, USA Singolare - Doppio                      | Eddie Burns 6-8 6-3 6-3 6-3                                  | Percy Lloyd Kynaston         |               |                     |
| 8 giugno  | Brooklyn Championships 1931 New York, USA Singolare - Doppio                      | Perrine Rockafellow Bill Aydelotte 6–1, 6–0, 6–2             | Edward Burns Berkeley Bell   |               |                     |
| 8 giugno  | West of England Championships 1931 Bristol, Gran Bretagna Singolare - Doppio      | George Lyttleton Rogers 6-2 6-1 7-5                          | Nigel Sharpe                 |               |                     |
| 8 giugno  | West of England Championships 1931 Bristol, Gran Bretagna Singolare - Doppio      |                                                              |                              |               |                     |
| 8 giugno  | Kent Championships 1931 Beckenham, Gran Bretagna Singolare - Doppio               | John Colin Gregory 3-6 6-3 7-9 6-3 6-0                       | John Olliff                  |               |                     |
| 8 giugno  | Kent Championships 1931 Beckenham, Gran Bretagna Singolare - Doppio               |                                                              |                              |               |                     |
| 8 giugno  | French Pro Championship 1931 Parigi, Francia Terra rossa Singolare - Doppio       | Martin Plaa 6-3, 6-1, 3-6, 6-2                               | Robert Ramillon              |               |                     |
| 8 giugno  | French Pro Championship 1931 Parigi, Francia Terra rossa Singolare - Doppio       |                                                              |                              |               |                     |
| 13 giugno | Middle States Championships 1931 Filadelfia, USA Singolare - Doppio               | Samuel Gilpin 6-1 9-7 6-8 4-6 6-0                            | Gabriel Lavine               |               |                     |
| 13 giugno | Middle States Championships 1931 Filadelfia, USA Singolare - Doppio               |                                                              |                              |               |                     |
| 13 giugno | Maryland State Championships 1931 Baltimora, USA Singolare - Doppio               | Richard Berkeley Bell                                        | Eddie Jacobs                 |               |                     |
| 13 giugno | Maryland State Championships 1931 Baltimora, USA Singolare - Doppio               |                                                              |                              |               |                     |
| 14 giugno | Metropolitan Clay Court Championships 1931 New York, USA Singolare - Doppio       | Herbert Bowman 7-5 3-6 8-6 5-7 6-2                           | Melvin Partridge             |               |                     |
| 14 giugno | Metropolitan Clay Court Championships 1931 New York, USA Singolare - Doppio       |                                                              |                              |               |                     |
| 15 giugno | Southern California Championships 1931 Los Angeles, USA Singolare - Doppio        | Ellsworth Vines 6-4 6-8 8-6 6-4                              | Chandler                     |               |                     |
| 15 giugno | Southern California Championships 1931 Los Angeles, USA Singolare - Doppio        |                                                              |                              |               |                     |
| 15 giugno | Queen's Club Championships 1931 Londra, Gran Bretagna Singolare - Doppio          | John Olliff 3-6 6-4 6-2                                      | Ted Avory                    |               |                     |
| 15 giugno | Queen's Club Championships 1931 Londra, Gran Bretagna Singolare - Doppio          | Gottfried von Cramm Jacques Brugnon 4–6, 6–4, 10–8, 4–6, 7–5 | Ronald Boyd Adriano Zappa    |               |                     |
| 15 giugno | Tri-State Championships 1931 Cincinnati, USA Singolare - Doppio                   | Cliff Sutter 6-3 6-3 2-6 6-3                                 | Reginald Speke Barnes        |               |                     |
| 15 giugno | Tri-State Championships 1931 Cincinnati, USA Singolare - Doppio                   | Bruce Barnes Karl Kamrath 6-3, 6-0, 2-6, 6-3                 | Cliff Sutter Maurice Bayon   |               |                     |
| 20 giugno | Delaware State Championships 1931 Wilmington, USA Singolare - Doppio              | Wilmer Allison 2-6 6-2 6-3 6-2                               | Richard Berkeley Bell        |               |                     |
| 20 giugno | Delaware State Championships 1931 Wilmington, USA Singolare - Doppio              |                                                              |                              |               |                     |
| 21 giugno | Greater New York Championships 1931 New York, USA Singolare - Doppio              | Lawrence Kurzrok                                             | Frank Bowden                 |               |                     |
| 21 giugno | Greater New York Championships 1931 New York, USA Singolare - Doppio              |                                                              |                              |               |                     |
| 21 giugno | Western Championships 1931 Chicago, USA Singolare - Doppio                        | Harris Coggeshall                                            | Marcel Rainville             |               |                     |
| 21 giugno | Western Championships 1931 Chicago, USA Singolare - Doppio                        |                                                              |                              |               |                     |
| 28 giugno | Quebec City Championships 1931 Québec, Canada Singolare - Doppio                  | Jack Wright                                                  | Marcel Rainville             |               |                     |
| 28 giugno | Quebec City Championships 1931 Québec, Canada Singolare - Doppio                  |                                                              |                              |               |                     |
| 28 giugno | Southern New York Clay Court Championships 1931 New York, USA Singolare - Doppio  | Richard Berkeley Bell 6-1 7-5 2-6 1315 6-0                   | Percy Lloyd Kynaston         |               |                     |
| 28 giugno | Southern New York Clay Court Championships 1931 New York, USA Singolare - Doppio  |                                                              |                              |               |                     |
| 28 giugno | Southern Tri-State Championships 1931 Memphis, USA Singolare - Doppio             | Cliff Sutter                                                 | Donald Cram                  |               |                     |
| 28 giugno | Southern Tri-State Championships 1931 Memphis, USA Singolare - Doppio             |                                                              |                              |               |                     |

### Luglio
| Settimana | Torneo                                                                                           | Vincitore                                          | Finalista                                | Semifinalisti | Eliminati ai quarti |
| --------- | ------------------------------------------------------------------------------------------------ | -------------------------------------------------- | ---------------------------------------- | ------------- | ------------------- |
| luglio    | Torneo di Sheffield & Hallamshire 1931 Sheffield - Hallamshire, Gran Bretagna Singolare - Doppio | Ryuki Miki Jiro Satoh titolo condiviso             |                                          |               |                     |
| luglio    | Torneo di Sheffield & Hallamshire 1931 Sheffield - Hallamshire, Gran Bretagna Singolare - Doppio |                                                    |                                          |               |                     |
| 1º luglio | Welsh Championships 1931 Newport, Gran Bretagna Singolare - Doppio                               | Jiro Satoh 6-4 6-2 6-1                             | David H. Williams                        |               |                     |
| 1º luglio | Welsh Championships 1931 Newport, Gran Bretagna Singolare - Doppio                               | Jiro Satoh Takasu 6–3, 10–8                        | Jimmy Nuthall Gordon Gwyn Lennox Tuckett |               |                     |
| 4 luglio  | Torneo di Wimbledon 1931 Londra, Gran Bretagna Erba Singolare - Doppio                           | Sidney Wood walkover                               | Francis Shields                          |               |                     |
| 4 luglio  | Torneo di Wimbledon 1931 Londra, Gran Bretagna Erba Singolare - Doppio                           | George Lott John Van Ryn 6-2, 10-8, 9-11, 3-6, 6-3 | Henri Cochet Jacques Brugnon             |               |                     |
| 5 luglio  | U.S. Men's Clay Court Championships 1931 Saint Louis, USA Singolare - Doppio                     | Ellsworth Vines 6-3 6-3 6-3                        | Keith Gledhill                           |               |                     |
| 5 luglio  | U.S. Men's Clay Court Championships 1931 Saint Louis, USA Singolare - Doppio                     | Ellsworth Vines Keith Gledhill 6–3, 7–9, 10–8, 9–7 | Bruce Barnes Berkeley Bell               |               |                     |
| 5 luglio  | New Jersey State Championships 1931 Montclair, USA Singolare - Doppio                            | R. Murphy 9-7 7-5 3-6 3-6 8-6                      | D.N. Jones                               |               |                     |
| 5 luglio  | New Jersey State Championships 1931 Montclair, USA Singolare - Doppio                            |                                                    |                                          |               |                     |
| 5 luglio  | Nassau Bowl 1931 Glen Cove, USA Singolare - Doppio                                               | Junior Coen 6-3 7-5 6-4                            | William Fiebleman                        |               |                     |
| 5 luglio  | Nassau Bowl 1931 Glen Cove, USA Singolare - Doppio                                               |                                                    |                                          |               |                     |
| 6 luglio  | East of England Championships 1931 Felixstowe, Gran Bretagna Singolare - Doppio                  | Franz-Wilhelm Matejka 6-2 6-3                      | Charles Scroope                          |               |                     |
| 6 luglio  | East of England Championships 1931 Felixstowe, Gran Bretagna Singolare - Doppio                  | Simon Scroope Gordon Crole-Rees 5–7, 6–2, 6–2, 6–3 | Franz Wilhelm Matejka Frank Wilde        |               |                     |
| 11 luglio | Southern Championships 1931 Birmingham, USA Singolare - Doppio                                   | L Wright 7-5 6-2 6-2                               | R. Murphy                                |               |                     |
| 11 luglio | Southern Championships 1931 Birmingham, USA Singolare - Doppio                                   |                                                    |                                          |               |                     |
| 11 luglio | New York State Championships 1931 Schenectady, USA Singolare - Doppio                            | Eugene McCauliff 5-7 6-1 6-4 1-6 6-3               | Donald Cram                              |               |                     |
| 11 luglio | New York State Championships 1931 Schenectady, USA Singolare - Doppio                            |                                                    |                                          |               |                     |
| 12 luglio | U.S. Pro Tennis Championships 1931 New York, USA Erba Singolare - Doppio                         | Bill Tilden 7-5, 6-2, 6-1                          | Vincent Richards                         |               |                     |
| 12 luglio | U.S. Pro Tennis Championships 1931 New York, USA Erba Singolare - Doppio                         | Howard Kinsey Vincent Richards 7-9 7-5 3-6 6-4 6-3 | Bill Tilden Francis Townsend Hunter      |               |                     |
| 12 luglio | Rhode Island State Championships 1931 Providence, USA Singolare - Doppio                         | Keith Gledhill 7-5 6-3 6-0                         | Ellsworth Vines                          |               |                     |
| 12 luglio | Rhode Island State Championships 1931 Providence, USA Singolare - Doppio                         |                                                    |                                          |               |                     |
| 12 luglio | Dutch International Championships 1931 Noordwijk, Paesi Bassi Singolare - Doppio                 | Fritz Kuhlmann 8-10 6-2 7-5 6-3                    | Minoru Kawachi                           |               |                     |
| 12 luglio | Dutch International Championships 1931 Noordwijk, Paesi Bassi Singolare - Doppio                 | Minoru Kawachi Jirō Satō 6–1 ritiro                | Fritz Kuhlmann Ludwig Haensch            |               |                     |
| 12 luglio | Illinois State Championships 1931 Chicago, USA Singolare - Doppio                                | Reginald Speke Barnes                              | Teddy Burwell                            |               |                     |
| 12 luglio | Illinois State Championships 1931 Chicago, USA Singolare - Doppio                                |                                                    |                                          |               |                     |
| 13 luglio | British Pro Championships 1931 Londra, Gran Bretagna Erba Singolare - Doppio                     | Dan Maskell 8-6 3-6 6-0 6-3                        | T. C. Jeffrey                            |               |                     |
| 13 luglio | British Pro Championships 1931 Londra, Gran Bretagna Erba Singolare - Doppio                     |                                                    |                                          |               |                     |
| 13 luglio | Torneo di Frinton-on-Sea 1931 Frinton-on-Sea, Gran Bretagna Singolare - Doppio                   | Cam Malfroy 6-3 6-2 8-6                            | Frank H.D. Wilde                         |               |                     |
| 13 luglio | Torneo di Frinton-on-Sea 1931 Frinton-on-Sea, Gran Bretagna Singolare - Doppio                   |                                                    |                                          |               |                     |
| 18 luglio | Scottish Championships 1931 Peebles, Gran Bretagna Singolare - Doppio                            | Vernon Kirby 6-2 13-11                             | Norman Farquharson                       |               |                     |
| 18 luglio | Scottish Championships 1931 Peebles, Gran Bretagna Singolare - Doppio                            | Norman Farquharson Vernon Kirby 6–3, 6–4, 13–11    | Nigel Sharpe John Olliff                 |               |                     |
| 18 luglio | Longwood Bowl 1931 Brookline, USA Singolare - Doppio                                             | Ellsworth Vines 4-6 6-3 6-3 3-6 6-3                | John Doeg                                |               |                     |
| 18 luglio | Longwood Bowl 1931 Brookline, USA Singolare - Doppio                                             | Ellsworth Vines Keith Gledhill 3–6, 6–1, 6–3, 6–1  | John Doeg Wilbur Coen                    |               |                     |
| 19 luglio | Richmond County Clay Court Championships 1931 New York, USA Singolare - Doppio                   | Earl Taylor 6-2 6-4                                | Martin Buxby                             |               |                     |
| 19 luglio | Richmond County Clay Court Championships 1931 New York, USA Singolare - Doppio                   |                                                    |                                          |               |                     |
| 20 luglio | Irish Championships 1931 Dublino, Irlanda Singolare - Doppio                                     | Edward McGuire 6-2 6-2 6-3                         | Harry F. Cronin                          |               |                     |
| 20 luglio | Irish Championships 1931 Dublino, Irlanda Singolare - Doppio                                     | Edward McGuire Charles Scroope 6–4, 6–4, 6–3       | George McVeagh Smith                     |               |                     |
| 25 luglio | Atlantic Coast Invitational 1931 Ocean City, USA Singolare - Doppio                              | Reginald Speke Barnes 6-1 6-0 6-3                  | Harold MacGuffin                         |               |                     |
| 25 luglio | Atlantic Coast Invitational 1931 Ocean City, USA Singolare - Doppio                              |                                                    |                                          |               |                     |
| 27 luglio | Canadian Championships 1931 Vancouver, Canada Singolare - Doppio                                 | Jack Wright 6-3 6-4 6-2                            | Gilbert Nunns                            |               |                     |
| 27 luglio | Canadian Championships 1931 Vancouver, Canada Singolare - Doppio                                 | Marcel Rainville Jack Wright 7-5, 9-7, 7-5         | Henry Prusoff Laurason Driscoll          |               |                     |
| 27 luglio | Torneo di Tunbridge Wells 1931 Tunbridge Wells, Gran Bretagna Singolare - Doppio                 | Jiro Satoh 8-6 1-6 6-0                             | Vernon Kirby                             |               |                     |
| 27 luglio | Torneo di Tunbridge Wells 1931 Tunbridge Wells, Gran Bretagna Singolare - Doppio                 |                                                    |                                          |               |                     |

### Agosto
| Settimana | Torneo                                                                            | Vincitore                                                | Finalista                                   | Semifinalisti | Eliminati ai quarti |
| --------- | --------------------------------------------------------------------------------- | -------------------------------------------------------- | ------------------------------------------- | ------------- | ------------------- |
| agosto    | Homburg Cup 1931 Homburg, Germania Singolare - Doppio                             | Roderick Menzel 6-1 6-1 4-6 6-0                          | Fritz Kuhlmann                              |               |                     |
| agosto    | Homburg Cup 1931 Homburg, Germania Singolare - Doppio                             | Philipp Buss Oppenheimer 9–11, 6–2, 6–3, 6–1             | Roderich Menzel W. Menzel                   |               |                     |
| 1º agosto | North Jersey Coast Championships 1931 Westfield, USA Singolare - Doppio           | Frank Bowden                                             | Martin Buxby                                |               |                     |
| 1º agosto | North Jersey Coast Championships 1931 Westfield, USA Singolare - Doppio           |                                                          |                                             |               |                     |
| 1º agosto | Virginia State Championships 1931 Hot Springs, USA Singolare - Doppio             | Hess 6-1 6-3 6-4                                         | Dolf Muehleisen                             |               |                     |
| 1º agosto | Virginia State Championships 1931 Hot Springs, USA Singolare - Doppio             |                                                          |                                             |               |                     |
| 2 agosto  | Seabright Invitational 1931 Seabright, USA Singolare - Doppio                     | Ellsworth Vines 10-12 6-8 6-3 8-6 6-1                    | John Doeg                                   |               |                     |
| 2 agosto  | Seabright Invitational 1931 Seabright, USA Singolare - Doppio                     | Wilmer Allison John Van Ryn 7–5, 6–2, 6–4                | Berkeley Bell Gregory Mangin                |               |                     |
| 3 agosto  | Suffolk Championships 1931 Saxmundham, Gran Bretagna Singolare - Doppio           | Norman H. Latchford 7-5 3-6 6-2                          | Clement Cazalet                             |               |                     |
| 3 agosto  | Suffolk Championships 1931 Saxmundham, Gran Bretagna Singolare - Doppio           |                                                          |                                             |               |                     |
| 3 agosto  | Hampshire Championships 1931 Bournemouth, Gran Bretagna Singolare - Doppio        | Jiro Satoh 3-6 9-7 7-5                                   | Vernon Kirby                                |               |                     |
| 3 agosto  | Hampshire Championships 1931 Bournemouth, Gran Bretagna Singolare - Doppio        |                                                          |                                             |               |                     |
| 8 agosto  | Southampton Invitation 1931 Southampton, USA Singolare - Doppio                   | George Lott 6-3 3-6 2-6 6-3 6-1                          | Clifford Samuel Sutter                      |               |                     |
| 8 agosto  | Southampton Invitation 1931 Southampton, USA Singolare - Doppio                   | Ellsworth Vines Keith Gledhill 17–15, 6–2, 6–4           | Berkeley Bell Gregory Mangin                |               |                     |
| 8 agosto  | Eastern Grass Court Championships 1931 Rye, USA Singolare - Doppio                | Fred Perry 6-3 6-2 6-4                                   | Gilbert Hall                                |               |                     |
| 8 agosto  | Eastern Grass Court Championships 1931 Rye, USA Singolare - Doppio                | Ellsworth Vines Keith Gledhill 4–6, 6–3, 6–3, 11–9       | George Lott John Van Ryn                    |               |                     |
| 9 agosto  | Eastern Clay Court Championships 1931 New York, USA Singolare - Doppio            | Samuel Gilpin 7-5 6-2 6-1                                | Ralph M. De Mott                            |               |                     |
| 9 agosto  | Eastern Clay Court Championships 1931 New York, USA Singolare - Doppio            |                                                          |                                             |               |                     |
| 9 agosto  | Torneo di Le Touquet 1931 Le Touquet, Francia Singolare - Doppio                  | Marcel Bernard 8-6 6-2 6-4                               | Christian Boussus                           |               |                     |
| 9 agosto  | Torneo di Le Touquet 1931 Le Touquet, Francia Singolare - Doppio                  | Marcel Bernard Henri Cochet 6–4, 6–4, 7–5                | George Lyttleton-Rogers Lucilo del Castillo |               |                     |
| 9 agosto  | German Championships 1931 Amburgo, Germania Singolare - Doppio                    | Roderick Menzel 6-2 6-2 6-1                              | Gustav Jaenecke                             |               |                     |
| 9 agosto  | German Championships 1931 Amburgo, Germania Singolare - Doppio                    | Walter Dessart Eberhard Nourney 6–3, 6–3, 5–7, 4–6, 6–0  | René de Buzelet Christian Boussus           |               |                     |
| 10 agosto | Derbyshire Championships 1931 Buxton, Gran Bretagna Singolare - Doppio            | Vernon Kirby 6-2 6-3                                     | Frank H.D. Wilde                            |               |                     |
| 10 agosto | Derbyshire Championships 1931 Buxton, Gran Bretagna Singolare - Doppio            |                                                          |                                             |               |                     |
| 16 agosto | Maine State Championships 1931 Portland, USA Singolare - Doppio                   | Francis Shields 6-2 6-1 6-1                              | Perrine Rockafellow                         |               |                     |
| 16 agosto | Maine State Championships 1931 Portland, USA Singolare - Doppio                   |                                                          |                                             |               |                     |
| 16 agosto | Torneo di Dinard 1931 Dinard, Francia Singolare - Doppio                          | André Merlin 6-1 6-2 10-8                                | Antoine Gentien                             |               |                     |
| 16 agosto | Torneo di Dinard 1931 Dinard, Francia Singolare - Doppio                          |                                                          |                                             |               |                     |
| 16 agosto | New Courts Club Summer Championships 1931 Cannes, Francia Singolare - Doppio      | Emmanuel du Plaix 6-4 0-6 6-2 6-1                        | Ren Galeppe                                 |               |                     |
| 16 agosto | New Courts Club Summer Championships 1931 Cannes, Francia Singolare - Doppio      |                                                          |                                             |               |                     |
| 17 agosto | Torneo di Torquay 1931 Torquay, Gran Bretagna Singolare - Doppio                  | Jiro Satoh 6-0 6-2                                       | Cecil Campbell                              |               |                     |
| 17 agosto | Torneo di Torquay 1931 Torquay, Gran Bretagna Singolare - Doppio                  |                                                          |                                             |               |                     |
| 17 agosto | North of England Championships 1931 Scarborough, Gran Bretagna Singolare - Doppio | Vernon Kirby 6-3 6-3                                     | Jack Chamberlain                            |               |                     |
| 17 agosto | North of England Championships 1931 Scarborough, Gran Bretagna Singolare - Doppio | Cam Malfroy Vernon Kirby 6–1, 6–1, 5–7, 6–4              | Edward Avory Jimmy Nuthall                  |               |                     |
| 17 agosto | West Sussex Championships 1931 Bognor Regis, Gran Bretagna Singolare - Doppio     | Geoffrey E.M. De St. Croix 6-2 6-4                       | Horton                                      |               |                     |
| 17 agosto | West Sussex Championships 1931 Bognor Regis, Gran Bretagna Singolare - Doppio     |                                                          |                                             |               |                     |
| 23 agosto | Newport Casino Trophy 1931 Newport, USA Singolare - Doppio                        | Ellsworth Vines 6-2 6-4 6-8 6-2                          | Fred Perry                                  |               |                     |
| 23 agosto | Newport Casino Trophy 1931 Newport, USA Singolare - Doppio                        | Keith Gledhill Ellsworth Vines 3–6, 6–3, 5–7, 13–11, 6–4 | John Doeg George Lott                       |               |                     |
| 24 agosto | Torneo di Hastings 1931 Hastings, Gran Bretagna Singolare - Doppio                | Ralph Wackett 6-1 8-6                                    | Vernon Kirby                                |               |                     |
| 24 agosto | Torneo di Hastings 1931 Hastings, Gran Bretagna Singolare - Doppio                |                                                          |                                             |               |                     |
| 24 agosto | Torneo di Southampton 1931 Southampton, Gran Bretagna Singolare - Doppio          | Fussell 6-4 6-4                                          | Jiro Satoh                                  |               |                     |
| 24 agosto | Torneo di Southampton 1931 Southampton, Gran Bretagna Singolare - Doppio          |                                                          |                                             |               |                     |
| 31 agosto | Cinque Ports Championships 1931 Folkestone, Gran Bretagna Singolare - Doppio      | Jiro Satoh 6-2 8-6                                       | Vernon Kirby                                |               |                     |
| 31 agosto | Cinque Ports Championships 1931 Folkestone, Gran Bretagna Singolare - Doppio      |                                                          |                                             |               |                     |

### Settembre
| Settimana    | Torneo                                                                                     | Vincitore                                           | Finalista                         | Semifinalisti | Eliminati ai quarti |
| ------------ | ------------------------------------------------------------------------------------------ | --------------------------------------------------- | --------------------------------- | ------------- | ------------------- |
| settembre    | Torneo di Zurigo 1931 Zurigo, Svizzera Singolare - Doppio                                  | Jacques Brugnon 7-5 6-3 6-3                         | Antoine Gentien                   |               |                     |
| settembre    | Torneo di Zurigo 1931 Zurigo, Svizzera Singolare - Doppio                                  |                                                     |                                   |               |                     |
| settembre    | Polish International Championships 1931 Varsavia, Polonia Singolare - Doppio               | Benny Berthet 4-6 6-3 6-4 9-11 9-7                  | Ignacy Tloczynski                 |               |                     |
| settembre    | Polish International Championships 1931 Varsavia, Polonia Singolare - Doppio               | Maximilian Stolarow Jerzy Stolarow N/A              | Wilhelm Brosch Heinrich Eifermann |               |                     |
| settembre    | Torneo di Merano 1931 Merano, Italia Singolare - Doppio                                    | Roderick Menzel 6-2 6-1 6-0                         | Louis Haensch                     |               |                     |
| settembre    | Torneo di Merano 1931 Merano, Italia Singolare - Doppio                                    |                                                     |                                   |               |                     |
| settembre    | Le Touquet Meeting 1931 Le Touquet, Francia Singolare - Doppio                             | Paul Féret 7-5 9-7 9-11 7-5                         | George Lyttleton Rogers           |               |                     |
| settembre    | Le Touquet Meeting 1931 Le Touquet, Francia Singolare - Doppio                             |                                                     |                                   |               |                     |
| settembre    | Romanian International Championships 1931 Bucarest, Romania Singolare - Doppio             | Joseph Malecek 0-6 8-6 2-6 7-5 ritiro               | Bela von Kehrling                 |               |                     |
| settembre    | Romanian International Championships 1931 Bucarest, Romania Singolare - Doppio             | Ferenc Marsalek Josef Siba 7–5, 5–7, 6–4, 6–3       | Franjo Šefer Franjo Kukuljevic    |               |                     |
| 7 settembre  | South of England Championships 1931 Eastbourne, Gran Bretagna Singolare - Doppio           | Jiro Satoh 6-4 6-3                                  | Vernon Kirby                      |               |                     |
| 7 settembre  | South of England Championships 1931 Eastbourne, Gran Bretagna Singolare - Doppio           |                                                     |                                   |               |                     |
| 8 settembre  | Hungarian International Championships 1931 Budapest, Ungheria Singolare - Doppio           | Bela von Kehrling 6-3 6-2 5-7 6-2                   | Hyotare Satoh                     |               |                     |
| 8 settembre  | Hungarian International Championships 1931 Budapest, Ungheria Singolare - Doppio           | Imre Zichy Emil Gabrovitz 11–13, 6–3, 6–2, 1–6, 7–5 | Béla von Kehrling Franjo Šefer    |               |                     |
| 12 settembre | U.S. National Championships 1931 New York, USA Singolare - Doppio                          | Ellsworth Vines 7-9 6-3 9-7 7-5                     | George Lott                       |               |                     |
| 12 settembre | U.S. National Championships 1931 New York, USA Singolare - Doppio                          | Wilmer Allison John Van Ryn 6-4, 6-3, 6-2           | Gregory Mangin Berkeley Bell      |               |                     |
| 15 settembre | Czechoslovakian International Championships 1931 Praga, Cecoslovacchia Singolare - Doppio  | Jiro Satoh 5-7 6-3 6-1 6-1                          | Minoru Kawachi                    |               |                     |
| 15 settembre | Czechoslovakian International Championships 1931 Praga, Cecoslovacchia Singolare - Doppio  | Pavel Macenauer Ferenc Marsalek 6–4, 6–1, 6–1       | Ladislav Hecht Josef Malacek      |               |                     |
| 19 settembre | Cumberland Club Hard Court Championships 1931 Cumberland, Gran Bretagna Singolare - Doppio | Jiro Satoh 6-4 6-3                                  | Ted Avory                         |               |                     |
| 19 settembre | Cumberland Club Hard Court Championships 1931 Cumberland, Gran Bretagna Singolare - Doppio | Jirō Satō Tatsuyoshi Miki 6–4, 6–2, 6–2             | Richard Ritchie Edward Avory      |               |                     |
| 20 settembre | Swiss International Championships 1931 Montreux, Svizzera Singolare - Doppio               | Giorgio De Stefani 6-1 6-2 6-3                      | Emanuele Sertorio                 |               |                     |
| 20 settembre | Swiss International Championships 1931 Montreux, Svizzera Singolare - Doppio               | André Martin-Legeay Gajan 2–6, 6–3, 6–1, 6–3        | Charles Aeschlimann Hector Fisher |               |                     |
| 20 settembre | German Pro Championships 1931 Berlino, Germania Singolare - Doppio                         | Hans Nüsslein Round Robin                           | Roman Najuch Martin Plaa          |               |                     |
| 20 settembre | German Pro Championships 1931 Berlino, Germania Singolare - Doppio                         | Robert Ramillon Martin Plaa 3–6, 6–1, 6–0, 6–2      | Roman Najuch H. Bartel            |               |                     |
| 26 settembre | Roehampton Meeting 1931 Roehampton, Gran Bretagna Singolare - Doppio                       | Jiro Satoh 6-4 6-2                                  | Keats Lester                      |               |                     |
| 26 settembre | Roehampton Meeting 1931 Roehampton, Gran Bretagna Singolare - Doppio                       |                                                     |                                   |               |                     |
| 27 settembre | Pacific Southwest Championships 1931 Los Angeles, USA Singolare - Doppio                   | Ellsworth Vines 8-10 6-3 4-6 7-5 6-2                | Fred Perry                        |               |                     |
| 27 settembre | Pacific Southwest Championships 1931 Los Angeles, USA Singolare - Doppio                   | Keith Gledhill Ellsworth Vines 6–4, 6–3, 7–5        | John Van Ryn Wilmer Allison       |               |                     |

### Ottobre
| Settimana  | Torneo                                                                             | Vincitore                                            | Finalista                    | Semifinalisti | Eliminati ai quarti |
| ---------- | ---------------------------------------------------------------------------------- | ---------------------------------------------------- | ---------------------------- | ------------- | ------------------- |
| ottobre    | Coupe Porée 1931 Parigi, Francia Singolare - Doppio                                | Paul Féret 6-3 6-1 2-6 4-6 6-4                       | André Merlin                 |               |                     |
| ottobre    | Coupe Porée 1931 Parigi, Francia Singolare - Doppio                                | Jean Borotra Jacques Brugnon 1–6, 5–7, 6–4, 6–1, 6–3 | Marcel Bernard Enrique Maier |               |                     |
| ottobre    | Queensland Championships 1931 Brisbane, Australia Singolare - Doppio               | Jack Crawford 6-3 6-4 7-5                            | Harry Hopman                 |               |                     |
| ottobre    | Queensland Championships 1931 Brisbane, Australia Singolare - Doppio               | Edgar Moon Jack Crawford 2–6, 6–4, 6–2, 3–6, 6–3     | Harry Hopman Jack Willard    |               |                     |
| 2 ottobre  | Greenbrier Autumn Championships 1931 White Sulphur Springs, USA Singolare - Doppio | Gilbert Hall 6-0 6-1 6-2                             | Clarence James Griffin       |               |                     |
| 2 ottobre  | Greenbrier Autumn Championships 1931 White Sulphur Springs, USA Singolare - Doppio |                                                      |                              |               |                     |
| 3 ottobre  | Ealing Hard Court Championships 1931 Ealing, Gran Bretagna Singolare - Doppio      | Jiro Satoh 6-3 6-4                                   | David H. Williams            |               |                     |
| 3 ottobre  | Ealing Hard Court Championships 1931 Ealing, Gran Bretagna Singolare - Doppio      |                                                      |                              |               |                     |
| 4 ottobre  | Pacific Coast Championships 1931 San Francisco, USA Singolare - Doppio             | Ellsworth Vines 6-3 11-9 6-0                         | Fred Perry                   |               |                     |
| 4 ottobre  | Pacific Coast Championships 1931 San Francisco, USA Singolare - Doppio             | Lester Stoefen Sidney Wood 6-4 6-4 6-3               | Pat Hughes Fred Perry        |               |                     |
| 8 ottobre  | Hot Springs Fall Championships 1931 Hot Springs, USA Singolare - Doppio            | Gilbert Hall 6-4 6-4 6-4                             | Brunie                       |               |                     |
| 8 ottobre  | Hot Springs Fall Championships 1931 Hot Springs, USA Singolare - Doppio            |                                                      |                              |               |                     |
| 12 ottobre | Baltimore Hotel Invitational Tournament 1931 Santa Barbara, USA Singolare - Doppio | Keith Gledhill 3-6 6-1 6-0                           | Ellsworth Vines              |               |                     |
| 12 ottobre | Baltimore Hotel Invitational Tournament 1931 Santa Barbara, USA Singolare - Doppio | Lester Stoefen Jack Tidball 6–3, 6–3                 | Phil Neer Gerald Stratford   |               |                     |
| 12 ottobre | British Covered Court Championships 1931 Londra, Gran Bretagna Singolare - Doppio  | Jean Borotra 10-8 6-3 0-6 6-3                        | Jiro Satoh                   |               |                     |
| 12 ottobre | British Covered Court Championships 1931 Londra, Gran Bretagna Singolare - Doppio  |                                                      |                              |               |                     |

### Novembre
| Settimana  | Torneo                                                                                | Vincitore                | Finalista           | Semifinalisti | Eliminati ai quarti |
| ---------- | ------------------------------------------------------------------------------------- | ------------------------ | ------------------- | ------------- | ------------------- |
| 2 novembre | Norfolk Championships 1931 Cromer, Gran Bretagna Singolare - Doppio                   | Fred Perry 6-2 6-2       | John Olliff         |               |                     |
| 2 novembre | Norfolk Championships 1931 Cromer, Gran Bretagna Singolare - Doppio                   |                          |                     |               |                     |
| 9 novembre | Argentina International Championships 1931 Buenos Aires, Argentina Singolare - Doppio | Ronald Boyd 11-9 6-4 6-2 | Lucilo del Castillo |               |                     |
| 9 novembre | Argentina International Championships 1931 Buenos Aires, Argentina Singolare - Doppio |                          |                     |               |                     |

### Dicembre
| Settimana  | Torneo                                                                  | Vincitore                                        | Finalista                 | Semifinalisti | Eliminati ai quarti |
| ---------- | ----------------------------------------------------------------------- | ------------------------------------------------ | ------------------------- | ------------- | ------------------- |
| dicembre   | Tennis Club de Paris Tournament 1931 Parigi, Francia Singolare - Doppio | Jean Borotra 3-6 6-1 10-8 6-1                    | René de Buzelet           |               |                     |
| dicembre   | Tennis Club de Paris Tournament 1931 Parigi, Francia Singolare - Doppio |                                                  |                           |               |                     |
| 7 dicembre | Victorian Championships 1931 Melbourne, Australia Singolare - Doppio    | Jack Crawford 7-5 0-6 6-3 6-4                    | Harry Hopman              |               |                     |
| 7 dicembre | Victorian Championships 1931 Melbourne, Australia Singolare - Doppio    | Gerald Patterson Harry Hopman 2–6, 7–5, 8–6, 6–2 | Adrian Quist Don Turnbull |               |                     |

## Senza data
| Settimana  | Torneo                                                   | Vincitore      | Finalista                 | Semifinalisti | Eliminati ai quarti |
| ---------- | -------------------------------------------------------- | -------------- | ------------------------- | ------------- | ------------------- |
| Senza data | Torneo di La Jolla 1931 La Jolla, USA Singolare - Doppio | Lester Stoefen | non conosciuta (bandiera) |               |                     |
| Senza data | Torneo di La Jolla 1931 La Jolla, USA Singolare - Doppio |                |                           |               |                     |

## Pro tour
Nel corso dell'anno si giocarono diversi tornei che facevano parte dei pro tour: un insieme di tornei composti da pochi partecipanti: da 2, 4 o 6 giocatori in cui i migliori tennisti si sfidavano in scontri diretti in varie località. Il vincitore del tour era il tennista che aveva un vantaggio nei testa a testa con gli altri giocatori.
| Data                   | Località    | Nome del tour            | Partecipanti                                                                 |
| ---------------------- | ----------- | ------------------------ | ---------------------------------------------------------------------------- |
| 18 febbraio - 5 maggio | Stati Uniti | North American Tour 1931 | Bill Tilden Karel Koželuh                                                    |
| 9 maggio - 17 maggio   | Stati Uniti | World Pro Tour 1931      | Bill Tilden (4-0) Vincent Richards (0-4)                                     |
| Autunno 1931           | Europa      | European Tour 1931       | Bill Tilden Hans Nüsslein Roman Najuch Martin Plaa Albert Burke Frank Hunter |